# Bernard Ier d'Armagnac
Pour les articles homonymes, voir Bernard d'Armagnac.
Bernard Ier, dit le louche, fut le premier comte d'Armagnac. Il était le fils cadet de Guillaume Garcès, comte de Fezensac, mort vers 965.
À la mort de son père, il reçut en apanage le comté d'Armagnac. En expiation de ses méfaits, il fit le vœu d'un pèlerinage à Jérusalem, mais ne put l'accomplir et fonda en compensation la basilique de Saint-Orens à Auch. 
Il épousa une femme du nom d'Emerine qui donna naissance à un fils, Géraud Ier Trancaléon, qui lui succéda.

## Sources
- Jean-Justin Monlezun, Histoire de la Gascogne depuis les temps les plus reculés jusqu'à nos jours, Auch, J.-A. Portes : [puis] Brun, 1846-1850 [détail de l’édition] (OCLC 7020501).
- (en) Charles Cawley, « GASCONY », sur Medieval Lands, Foundation for Medieval Genealogy, 2006-2016 (consulté le 20 octobre 2015).